# Wahlkreis Wetterau II
Der Wahlkreis Wetterau II (Wahlkreis 26) ist einer von drei Landtagswahlkreisen im hessischen Wetteraukreis. Der Wahlkreis umfasst die Städte und Gemeinden Altenstadt, Büdingen, Florstadt,  Gedern, Glauburg, Hirzenhain, Kefenrod, Limeshain, Nidda, Ortenberg und Ranstadt. Für die Landtagswahl 2023 des Weiteren die Gemeinden Ronneburg und Gründau und die Stadt Wächtersbach aus dem Main-Kinzig-Kreis.

## Wahl 2023
| Landtagswahl in Hessen 2023 – WK Wetterau IIZweitstimmen %403020100 33,8 %27,2 %13,7 %9,4 %5,6 %3,6 %1,8 %1,7 %1,0 %2,2 % CDUAfDSPDGrüneFWFDPTierschutzLinkePARTEISonst.Gewinne und Verlusteim Vergleich zu 2018 %p 10 8 6 4 2 0 −2 −4 −6 −8+7,7 %p+9,3 %p−6,6 %p−5,9 %p+1,3 %p−3,1 %p+0,4 %p−2,9 %p+0,3 %p−0,7 %pCDUAfDSPDGrüneFWFDPTierschutzLinkePARTEISonst. |

| Gegenstand der Nachweisung | Gegenstand der Nachweisung | Erst- stimmen | Erst- stimmen | Zweit- stimmen | Zweit- stimmen |
| Bewerber                   | Partei                     | Anzahl        | %             | Anzahl         | %              |
| -------------------------- | -------------------------- | ------------- | ------------- | -------------- | -------------- |
| Wahlberechtigte            | Wahlberechtigte            | 88.192        | 88.192        | 88.192         | 88.192         |
| Wähler                     | Wähler                     | 58.601        | 58.601        | 58.601         | 66,4           |
| Ungültige Stimmen          | Ungültige Stimmen          | 1.493         | 2,5           | 1.513          | 2,6            |
| Gültige Stimmen            | Gültige Stimmen            | 57.108        | 97,5          | 57.088         | 97,4           |
| davon                      |                            |               |               |                |                |
| Patrick Appel              | CDU                        | 19.114        | 33,5          | 19.294         | 33,8           |
| Marcus Stadler             | GRÜNE                      | 4.648         | 8,1           | 5.350          | 9,4            |
| Lisa Gnadl                 | SPD                        | 9.131         | 16,0          | 7.829          | 13,7           |
| Johannes Marxen            | AfD                        | 14.570        | 25,5          | 15.515         | 27,2           |
| Robin Nepomuk Mai          | FDP                        | 1.835         | 3,2           | 2.057          | 3,6            |
| Gabi Faulhaber             | Die Linke                  | 974           | 1,7           | 949            | 1,7            |
| Erich Spamer               | Freie Wähler               | 5.523         | 9,7           | 3.210          | 5,6            |
|                            | Tierschutzpartei           |               |               | 1.046          | 1,8            |
| Alexander Diller           | Die PARTEI                 | 986           | 1,7           | 565            | 1,0            |
|                            | Piraten                    |               |               | 191            | 0,3            |
|                            | ÖDP                        | 98            | 0,2           |                |                |
|                            | P. f. schulm. Verjf.       | 35            | 0,1           |                |                |
|                            | V-Partei³                  | 182           | 0,3           |                |                |
|                            | PdH                        | 41            | 0,1           |                |                |
|                            | ABG                        | 98            | 0,2           |                |                |
|                            | APPD                       | 33            | 0,1           |                |                |
| Michael Mach               | dieBasis                   | 327           | 0,6           | 285            | 0,5            |
|                            | DKP                        |               |               | 24             | 0,0            |
|                            | DIE NEUE MITTE             | 25            | 0,0           |                |                |
|                            | Volt                       | 173           | 0,3           |                |                |
|                            | Klimaliste                 | 88            | 0,2           |                |                |

## Wahl 2018
| Gegenstand der Nachweisung | Gegenstand der Nachweisung | Wahlkreis- stimmen | Wahlkreis- stimmen | Landes- stimmen | Landes- stimmen |
| Kreiswahlbewerber/in       | Partei                     | Anzahl             | %                  | Anzahl          | %               |
| -------------------------- | -------------------------- | ------------------ | ------------------ | --------------- | --------------- |
| Wahlberechtigte            | Wahlberechtigte            | 72.965             | 100,0              | 72.965          | 100,0           |
| Wähler                     | Wähler                     | 47.488             | 65,1               | 47.488          | 65,1            |
| Ungültige Stimmen          | Ungültige Stimmen          | 1.280              | 2,7                | 1.189           | 2,5             |
| Gültige Stimmen            | Gültige Stimmen            | 46.208             | 100,0              | 46.299          | 100,0           |
| davon                      |                            |                    |                    |                 |                 |
| Lucia Puttrich             | CDU                        | 13.578             | 29,4               | 12.161          | 26,3            |
| Lisa Gnadl                 | SPD                        | 10.510             | 22,7               | 9.498           | 20,5            |
| Thomas Zebunke             | GRÜNE                      | 6.331              | 13,7               | 6.944           | 15,0            |
| Gabriele Faulhaber         | LINKE                      | 1.933              | 4,2                | 2.104           | 4,5             |
| Wolfgang Patzak            | FDP                        | 2.987              | 6,5                | 3.121           | 6,7             |
| Andreas Lichert            | AfD                        | 8.073              | 17,5               | 8.063           | 17,4            |
| –                          | PIRATEN                    | x                  | x                  | 155             | 0,3             |
| Ulrich Majunke             | FREIE WÄHLER               | 2.796              | 6,1                | 2.056           | 4,4             |
| –                          | NPD                        | x                  | x                  | 681             | 1,5             |
| –                          | Die PARTEI                 | x                  | x                  | 295             | 0,6             |
| –                          | ÖDP                        | x                  | x                  | 143             | 0,3             |
| –                          | Die Grauen                 | x                  | x                  | 74              | 0,2             |
| –                          | BüSo                       | x                  | x                  | 5               | 0,0             |
| –                          | AD-Demokraten              | x                  | x                  | 26              | 0,1             |
| –                          | Bündnis C                  | x                  | x                  | 40              | 0,1             |
| –                          | BGE                        | x                  | x                  | 42              | 0,1             |
| –                          | Die Violetten              | x                  | x                  | 51              | 0,1             |
| –                          | LKR                        | x                  | x                  | 25              | 0,1             |
| –                          | Menschliche Welt           | x                  | x                  | 18              | 0,0             |
| –                          | Die Humanisten             | x                  | x                  | 28              | 0,1             |
| –                          | Gesundheitsforschung       | x                  | x                  | 78              | 0,2             |
| –                          | Tierschutzpartei           | x                  | x                  | 634             | 1,4             |
| –                          | V-Partei³                  | x                  | x                  | 57              | 0,1             |

Neben der erstmals direkt gewählten Wahlkreisabgeordneten Lucia Puttrich (CDU) wurden die SPD-Kandidatin Lisa Gnadl und der AfD-Kandidat Andreas Lichert über die Landeslisten ihrer jeweiligen Partei in den Landtag gewählt. Die bisherige LINKE-Abgeordneten Gabriele Faulhaber, die im Laufe der vorangegangenen Wahlperiode in den Landtag nachgerückt war, hatte nur im Wahlkreis, aber nicht auf der Landeslisten kandidiert und schied nach der Wahl aus dem Parlament aus.

## Wahl 2013
| Gegenstand der Nachweisung | Gegenstand der Nachweisung | Wahlkreis- stimmen | Wahlkreis- stimmen | Landes- stimmen | Landes- stimmen |
| Kreiswahlbewerber/in       | Partei                     | Anzahl             | %                  | Anzahl          | %               |
| -------------------------- | -------------------------- | ------------------ | ------------------ | --------------- | --------------- |
| Wahlberechtigte            | Wahlberechtigte            | 73.380             | 100,0              | 73.380          | 100,0           |
| Wähler                     | Wähler                     | 52.163             | 71,1               | 52.163          | 71,1            |
| Ungültige Stimmen          | Ungültige Stimmen          | 2.055              | 3,9                | 1.698           | 3,3             |
| Gültige Stimmen            | Gültige Stimmen            | 50.108             | 100,0              | 50.465          | 100,0           |
| davon                      |                            |                    |                    |                 |                 |
| Klaus Dietz                | CDU                        | 21.007             | 41,9               | 19.073          | 37,8            |
| Lisa Gnadl                 | SPD                        | 18.216             | 36,4               | 16.382          | 32,5            |
| Wolfgang Patzak            | FDP                        | 1.389              | 2,8                | 2.105           | 4,2             |
| Marcus Stadler             | GRÜNE                      | 3.113              | 6,2                | 3.900           | 7,7             |
| Karl-Heinz Haas            | LINKE                      | 2.621              | 5,2                | 2.389           | 4,7             |
| Ulrich Majunke             | FREIE WÄHLER               | 2.236              | 4,5                | 1.083           | 2,1             |
| –                          | NPD                        | x                  | x                  | 1.485           | 2,9             |
| –                          | REP                        | x                  | x                  | 117             | 0,2             |
| Viktoria Klaus             | PIRATEN                    | 1.526              | 3,0                | 1.057           | 2,1             |
| –                          | BüSo                       | x                  | x                  | 25              | 0,0             |
| –                          | ADd                        | x                  | x                  | 92              | 0,2             |
| –                          | Die Grauen                 | x                  | x                  | 34              | 0,1             |
| –                          | AfD                        | x                  | x                  | 2.324           | 4,6             |
| –                          | AVIP                       | x                  | x                  | 50              | 0,1             |
| –                          | LUPe                       | x                  | x                  | 13              | 0,0             |
| –                          | ÖDP                        | x                  | x                  | 58              | 0,1             |
| –                          | Die PARTEI                 | x                  | x                  | 247             | 0,5             |
| –                          | PSG                        | x                  | x                  | 31              | 0,1             |

Neben Klaus Dietz als Gewinner des Direktmandats ist aus dem Wahlkreis noch Lisa Gnadl über die Landesliste in den Landtag eingezogen.

## Wahl 2009
Wahlkreisergebnis der Landtagswahl in Hessen 2009:
| Direktkandidat     | Partei  | Erststimmen in % | Zweitstimmen in % |
| ------------------ | ------- | ---------------- | ----------------- |
| Klaus Dietz        | CDU     | 41,4             | 37,1              |
| Lisa Gnadl         | SPD     | 32,8             | 27,1              |
| Wolfgang Patzak    | FDP     | 12,0             | 15,6              |
| Rainer Kimling     | Grüne   | 06,8             | 09,6              |
| Gabriele Faulhaber | LINKE   | 04,4             | 05,0              |
| –                  | REP     | –                | 00,4              |
| –                  | FW      | –                | 02,2              |
| Daniel Lachmann    | NPD     | 02,6             | 02,4              |
| –                  | PIRATEN | –                | 00,5              |
| –                  | BüSo    | –                | 00,2              |

Neben Klaus Dietz als Gewinner des Direktmandats ist aus dem Wahlkreis noch Lisa Gnadl über die Landesliste in den Landtag eingezogen.

## Wahl 2008
Bei der Landtagswahl in Hessen 2008 traten folgende Kandidaten an:
| Direktkandidat     | Partei | Erststimmen in % | Zweitstimmen in % |
| ------------------ | ------ | ---------------- | ----------------- |
| Klaus Dietz        | CDU    | 37,6             | 36,9              |
| Lisa Gnadl         | SPD    | 38,5             | 37,5              |
| Udo Ehrenhardt     | GRÜNE  | 04,9             | 04,9              |
| Wolfgang Patzak    | FDP    | 07,1             | 08,1              |
| Hans-Jürgen Mogk   | LINKE  | 03,9             | 04,6              |
| Herbert Weber      | FW     | 04,2             | 02,4              |
| Daniel Lachmann    | NPD    | 02,8             | 03,0              |
| Hans-Georg Weigert | REP    | 01,1             | 00,7              |
| –                  | Übrige | –                | 01,9              |

## Wahl 2003
| Gegenstand der Nachweisung | Gegenstand der Nachweisung | Wahlkreis- stimmen | Wahlkreis- stimmen | Landes- stimmen | Landes- stimmen |
| Bewerber                   | Partei                     | Anzahl             | %                  | Anzahl          | %               |
| -------------------------- | -------------------------- | ------------------ | ------------------ | --------------- | --------------- |
| Wahlberechtigte            | Wahlberechtigte            | 110.834            | 100,0              | 110.834         | 100,0           |
| Wähler                     | Wähler                     | 69.302             | 62,5               | 69.302          | 62,5            |
| Ungültige Stimmen          | Ungültige Stimmen          | 2.401              | 3,5                | 1.838           | 2,7             |
| Gültige Stimmen            | Gültige Stimmen            | 66.901             | 100,0              | 67.464          | 100,0           |
| davon                      |                            |                    |                    |                 |                 |
| Klaus Dietz                | CDU                        | 36.129             | 54,0               | 34.343          | 50,9            |
| Gerhard Becker             | SPD                        | 22.266             | 33,3               | 20.125          | 29,8            |
| ?                          | GRÜNE                      | 4.246              | 6,3                | 4.915           | 7,3             |
| ?                          | FDP                        | 4.260              | 6,4                | 5.257           | 7,8             |
| –                          | REP                        | –                  | –                  | 886             | 1,3             |
| –                          | Tierschutzpartei           | –                  | –                  | 605             | 0,9             |
| –                          | DIE FRAUEN                 | –                  | –                  | 220             | 0,3             |
| –                          | PBC                        | –                  | –                  | 193             | 0,3             |
| –                          | DKP                        | –                  | –                  | 121             | 0,2             |
| –                          | ödp                        | –                  | –                  | 59              | 0,1             |
| –                          | BüSo                       | –                  | –                  | 36              | 0,1             |
| –                          | FAG Hessen                 | –                  | –                  | 144             | 0,2             |
| –                          | PSG                        | –                  | –                  | 36              | 0,1             |
| –                          | Schill                     | –                  | –                  | 524             | 0,8             |

## Wahl 1999
| Gegenstand der Nachweisung | Gegenstand der Nachweisung | Wahlkreis- stimmen | Wahlkreis- stimmen | Landes- stimmen | Landes- stimmen |
| Bewerber                   | Partei                     | Anzahl             | %                  | Anzahl          | %               |
| -------------------------- | -------------------------- | ------------------ | ------------------ | --------------- | --------------- |
| Wahlberechtigte            | Wahlberechtigte            | 108.343            | 100,0              | 108.343         | 100,0           |
| Wähler                     | Wähler                     | 69.319             | 64,0               | 69.319          | 64,0            |
| Ungültige Stimmen          | Ungültige Stimmen          | 1.651              | 2,4                | 1.501           | 2,2             |
| Gültige Stimmen            | Gültige Stimmen            | 67.668             | 100,0              | 67.818          | 100,0           |
| davon                      |                            |                    |                    |                 |                 |
| Klaus Dietz                | CDU                        | 30.161             | 44,6               | 29.130          | 43,0            |
| Gerhard Becker             | SPD                        | 29.270             | 43,3               | 28.315          | 41,8            |
| ?                          | GRÜNE                      | 2.995              | 4,4                | 3.313           | 4,9             |
| ?                          | F.D.P.                     | 2.290              | 3,4                | 3.104           | 4,6             |
| ?                          | REP                        | 1.874              | 2,8                | 1.775           | 2,6             |
| –                          | Die Tierschutzpartei       | –                  | –                  | 288             | 0,4             |
| –                          | DIE FRAUEN                 | –                  | –                  | 145             | 0,2             |
| –                          | PASS                       | –                  | –                  | 58              | 0,1             |
| –                          | DKP                        | –                  | –                  | 66              | 0,1             |
| –                          | BüSo                       | –                  | –                  | 10              | 0,0             |
| –                          | FWG                        | –                  | –                  | 198             | 0,3             |
| –                          | PBC                        | –                  | –                  | 186             | 0,3             |
| –                          | DHP                        | –                  | –                  | 25              | 0,0             |
| –                          | NATURGESETZ                | –                  | –                  | 51              | 0,1             |
| –                          | ödp                        | –                  | –                  | 31              | 0,1             |
| ?                          | NPD                        | 894                | 1,3                | 939             | 1,4             |
| ?                          | BFB-Die Offensive          | 184                | 0,3                | 178             | 0,3             |

## Wahl 1995
| Gegenstand der Nachweisung | Gegenstand der Nachweisung | Wahlkreis- stimmen | Wahlkreis- stimmen | Landes- stimmen | Landes- stimmen |
| Bewerber                   | Partei                     | Anzahl             | %                  | Anzahl          | %               |
| -------------------------- | -------------------------- | ------------------ | ------------------ | --------------- | --------------- |
| Wahlberechtigte            | Wahlberechtigte            | 106.620            | 100,0              | 106.620         | 100,0           |
| Wähler                     | Wähler                     | 68.509             | 64,3               | 68.509          | 64,3            |
| Ungültige Stimmen          | Ungültige Stimmen          | 1.928              | 2,8                | 2.154           | 3,1             |
| Gültige Stimmen            | Gültige Stimmen            | 66.581             | 100,0              | 66.355          | 100,0           |
| davon                      |                            |                    |                    |                 |                 |
| Gerhard Becker             | SPD                        | 28.980             | 43,5               | 27.304          | 41,1            |
| Klaus Dietz                | CDU                        | 27.482             | 41,3               | 25.412          | 38,3            |
| ?                          | GRÜNE                      | 5.506              | 8,3                | 6.018           | 9,1             |
| ?                          | F.D.P.                     | 2.752              | 4,1                | 4.627           | 7,0             |
| –                          | ÖDP                        | –                  | –                  | 91              | 0,1             |
| –                          | GRAUE                      | –                  | –                  | 195             | 0,3             |
| –                          | REP                        | –                  | –                  | 1.062           | 1,6             |
| ?                          | Solidarität                | 136                | 0,2                | 16              | 0,0             |
| –                          | APD                        | –                  | –                  | 166             | 0,3             |
| –                          | DKP                        | –                  | –                  | 41              | 0,1             |
| ?                          | NPD                        | 1.414              | 2,1                | 823             | 1,2             |
| –                          | DHP                        | –                  | –                  | 18              | 0,0             |
| –                          | f.NEP                      | –                  | –                  | 44              | 0,1             |
| –                          | NATURGESETZ                | –                  | –                  | 69              | 0,1             |
| –                          | BFB                        | –                  | –                  | 113             | 0,2             |
| ?                          | PBC                        | 311                | 0,5                | 261             | 0,4             |
| –                          | STATT Partei               | –                  | –                  | 95              | 0,1             |

## Wahl 1991
| Gegenstand der Nachweisung | Gegenstand der Nachweisung | Wahlkreis- stimmen | Wahlkreis- stimmen | Landes- stimmen | Landes- stimmen |
| Bewerber                   | Partei                     | Anzahl             | %                  | Anzahl          | %               |
| -------------------------- | -------------------------- | ------------------ | ------------------ | --------------- | --------------- |
| Wahlberechtigte            | Wahlberechtigte            | 102.841            | 100,0              | 102.841         | 100,0           |
| Wähler                     | Wähler                     | 70.917             | 69,0               | 70.917          | 69,0            |
| Ungültige Stimmen          | Ungültige Stimmen          | 2.136              | 3,0                | 1.663           | 2,3             |
| Gültige Stimmen            | Gültige Stimmen            | 68.781             | 100,0              | 69.254          | 100,0           |
| davon                      |                            |                    |                    |                 |                 |
| ?                          | CDU                        | 28.654             | 41,7               | 27.157          | 39,2            |
| Gerhard Becker             | SPD                        | 31.881             | 46,4               | 30.589          | 44,2            |
| ?                          | GRÜNE                      | 3.487              | 5,1                | 4.173           | 6,0             |
| ?                          | F.D.P.                     | 4.376              | 6,4                | 5.242           | 7,6             |
| –                          | REP                        | –                  | –                  | 1.329           | 1,9             |
| –                          | DIE GRAUEN                 | –                  | –                  | 321             | 0,5             |
| ?                          | ÖDP                        | 383                | 0,6                | 199             | 0,3             |
| –                          | PBC                        | –                  | –                  | 244             | 0,4             |

## Wahl 1987
|                   | Partei            | Anzahl | %     |
| ----------------- | ----------------- | ------ | ----- |
| Wahlberechtigte   | Wahlberechtigte   | 98.402 | 100,0 |
| Wähler            | Wähler            | 79.372 | 80,7  |
| Ungültige Stimmen | Ungültige Stimmen | 967    | 1,2   |
| Gültige Stimmen   | Gültige Stimmen   | 78.405 | 100,0 |
| davon             |                   |        |       |
| Gerhard Becker    | SPD               | 33.371 | 42,6  |
| ?                 | CDU               | 32.698 | 41,7  |
| ?                 | F.D.P.            | 6.388  | 8,1   |
| ?                 | GRÜNE             | 5.465  | 7,0   |
| ?                 | DKP               | 229    | 0,3   |
| ?                 | ÖDP               | 254    | 0,3   |

## Wahl 1983
|                     | Partei            | Anzahl | %     |
| ------------------- | ----------------- | ------ | ----- |
| Wahlberechtigte     | Wahlberechtigte   | 95.589 | 100,0 |
| Wähler              | Wähler            | 81.047 | 84,8  |
| Ungültige Stimmen   | Ungültige Stimmen | 792    | 1,0   |
| Gültige Stimmen     | Gültige Stimmen   | 80.255 | 100,0 |
| davon               |                   |        |       |
| Arnold Spruck       | CDU               | 30.191 | 37,6  |
| Wilhelm Reichert    | SPD               | 40.019 | 49,9  |
| Marieluise Schmitz  | GRÜNE             | 3.485  | 4,3   |
| Georg Heinrich Rühl | F.D.P.            | 6.136  | 7,6   |
| Reinhard Müller     | DKP               | 132    | 0,2   |
| Wolfgang Zink       | LD                | 292    | 0,4   |

## Bisherige Abgeordnete
Direkt gewählte Abgeordnete des Wahlkreises Wetterau II (bis 1982, Wetterau-Ost) waren:
| Jahr | Direktkandidat   | Partei | Erststimmen in % |
| ---- | ---------------- | ------ | ---------------- |
| 2023 | Patrick Appel    | CDU    | 33,5             |
| 2018 | Lucia Puttrich   | CDU    | 29,4             |
| 2013 | Klaus Dietz      | CDU    | 41,9             |
| 2009 | Klaus Dietz      | CDU    | 41,4             |
| 2008 | Lisa Gnadl       | SPD    | 38,5             |
| 2003 | Klaus Dietz      | CDU    | 54,0             |
| 1999 | Klaus Dietz      | CDU    | 44,6             |
| 1995 | Gerhard Becker   | SPD    | 43,5             |
| 1991 | Gerhard Becker   | SPD    | 46,4             |
| 1987 | Gerhard Becker   | SPD    | 42,6             |
| 1983 | Wilhelm Reichert | SPD    | 49,9             |
| 1982 | Wilhelm Reichert | SPD    | 48,6             |